# 石川河 (东安江)
石川河，流经中国广西壮族自治区东部，是东安江右岸支流，发源于贺州市八步区南部鹅塘镇槽碓村东甲尾屯东北，向南流至苍梧县沙头镇思艾村独洲屯汇入东安江。河长27千米，流域面积127平方千米。